# Millikan Way megállóhely
Millikan Way megállóhely a Metropolitan Area Express kék vonalának, valamint a TriMet 62-es autóbuszának megállója az Oregon állambeli Beavertonban.
A megálló a Tektronix Howard Vollum kampusza déli oldalának középső részén helyezkedik el; a közeli ipari parkok saját buszjáratokat biztosítanak.

## Autóbuszok
- 62 – Murray Blvd (Washington Square Transit Center◄►Sunset Transit Center)[1]

| Előző állomás                                         |  | Metropolitan Area Express |  | Következő állomás                             |
| ----------------------------------------------------- |  | ------------------------- |  | --------------------------------------------- |
| Beaverton Creektovább Hatfield Government Center felé |  | Kék vonal                 |  | Beaverton Centraltovább Cleveland Avenue felé |

## Fordítás
- Ez a szócikk részben vagy egészben  a   Millikan Way MAX Station című angol Wikipédia-szócikk ezen változatának fordításán alapul.  Az eredeti cikk szerkesztőit annak laptörténete sorolja fel. Ez a jelzés csupán a megfogalmazás eredetét és a szerzői jogokat jelzi, nem szolgál a cikkben szereplő információk forrásmegjelöléseként.